# Józef Jurczyk
Józef Jurczyk (ur. 5 lutego 1872 w Suchodole, zm. 27 lutego 1942 w Krośnie) – polski rolnik, poseł na Sejm RP.

## Życiorys
Był synem rolnika. Ukończył szkołę 6-klasową. W wieku 18 lat wyjechał do Ameryki w celach zarobkowych, skąd powrócił po 7 latach. Odbył służbę wojskową w c. i k. armii i ożenił się, po czym ponownie wyjechał do Ameryki, tym razem na 4 lata. Po powrocie do rodzinnej wsi pełnił w niej funkcję pisarza gminnego i od 1913 wójta. Po odzyskaniu przez Polskę niepodległości był organizatorem we wsi Kasy Stefczyka, mleczarni, kółka rolniczego, straży pożarnej. Został prezesem związku wójtów i sekretarzy na powiat krośnieński, członkiem tymczasowej rady powiatowej w Krośnie, członkiem zarządu Kasy Komunalnej w Krośnie.
W 1930 z ramienia BBWR uzyskał mandat posła Sejmu RP III kadencji w okręgu 48 (Przemyśl, Dobromil, Sanok, Brzozów, Krosno). Jego mandat wygasł 5 października 1931 na mocy orzeczenia Sądu Najwyższego o unieważnieniu wyborów. W ponownie zarządzonych wyborach 22 listopada 1931 został wybrany powtórnie i złożył ślubowanie 10 grudnia 1931.
Podczas II wojny światowej i trwającej okupacji niemieckiej działał w ZWZ. Został aresztowany przez gestapo w 1941 i był poddawany torturom. Po uwolnieniu zmarł.